# 동방 파트너십

유럽연합
동방 파트너십 국가

동방 파트너십(東方-, Eastern Partnership)은 유럽 연합과 아르메니아, 아제르바이잔, 조지아, 몰도바, 우크라이나, 벨라루스 국가들 사이의 연합 협정이다.
동방 파트너십은 폴란드의 라도스와프 시코르스키 외교부 장관이 제창하여 스웨덴의 지지를 받았고 2008년 5월 6일 벨기에 브뤼셀에서 행해진 유럽 연합 이사회에 대해 설치가 채택되었다. 2009년 5월 7일 체코 프라하에서 열린 정상회의에서 이 설치가 결정되었다.
동유럽에서의 통합은 2009년 상반기 유럽 연합 이사회 의장국이었던 체코의 우선 과제였다. 또한 동방 파트너십의 골조는 유럽 근린 정책의 수법과 중복되는 것이다. 그 목적은 소비에트 연방을 구성하고 있던 7개국의 정치·경제 개혁이며 관세 철폐가 예상되고 있다. 협력 관계의 강화를 위해서 매년 외교부 장관들의 회합이 열리며 2년마다 국가원수들의 회합을 열고 있다.

## 같이 보기
- 동유럽 지역 그룹
- 유로마이단
- 유라시아 경제 연합
- 유럽 통합